# Urlik kojota
Urlik kojota je epizoda serijala Mali rendžer (Kit Teler) obјavljena u Lunov magnus stripu #226. Epizoda je objavljena premijerno u bivšoj Jugoslaviji u oktobru 1976. godine. Koštala je 8 dinara (0,44 $; 1,1 DEM). Izdavač јe bio Dnevnik iz Novog Sada. Naslovna strana predstavlja kopiju Donatelijeve naslovnice iz 1971. za originalni broj 94. Ovo je 1. deo duže epizode koja je nastavljena u #227. Prerija zove.

## Originalna epizoda
Prvi deo epizode je premijerno objavljen u Italiji u svesci #96. pod nazivom La banda degli evasi (Banda begunaca) objavljena u novemnbru 1971. Sveska je koštala 200 lira (0,32 $; 1,27 DEM). Epizodu su nacrtali Birado Balzano i Kamilo Cufi, a scenario napisali Andrea Lavezolo i Tristano Toreli. Originalne naslovnice nacrtao je Franko Donateli, tadašnji crtač Zagora.

## Zamena naslovnih stranica
Redakcija Dnevnika je i ovaj put zamenila origianlne korice epizoda. Naslova strana #226. je u originalu bila originalna naslovna #97. Luna di sangue, koja će u LMS izaći u #227. Dnevnik je u ovom periodu često permutovao naslovne stranice. Do sada nije otkriven razlog, iako je u nekim slučajevima permutacija imala smisla.

## Reprize
U Italiji je ova epizoda reprizirana u  #47 edicije Edizioni If, koja je izašla 14. maja 2016 . Koštale je €8. U Hrvatskoj je ova sveska pod nazivom Riječ rendžera objavljena u 2022. Koštala je 39,9 kuna.

## Prethodna i naredna sveska Malog rendžera u LMS
Prethodna sveska Malog rendžera u LMS nosila je naziv Podvig Vernog Noža (#223), a naredna Prerija zove (#227).